# Iwona Matkowska
Iwona Nina Matkowska (Żary, 6 de setembre de 1990) és una esportista polonesa que competeix en lluita estil lliure, guanyadora de dues medalles en el Campionat Mundial de Lluita, plata en 2014 i bronze en 2006, i cinc medalles en el Campionat Europeu de Lluita entre els anys 2005 i 2012.
En els Jocs Europeus de Bakú 2015 va obtenir una medalla de bronze en la categoria de 48 kg. Va participar en els Jocs Olímpics de Londres 2012, ocupant el 7è lloc en la categoria de 48 kg.

## Palmarès internacional
| Campionat Mundial | Campionat Mundial                | Campionat Mundial | Campionat Mundial |
| Any               | Lloc                             | Medalla           | Categoria         |
| ----------------- | -------------------------------- | ----------------- | ----------------- |
| 2006              | Cantó ( Xina) R.P. de la Xina    | 3                 | Lliure 48 kg      |
| 2014              | Taskent ( Uzbekistan) Uzbekistan | 2                 | Lliure 48 kg      |
| Jocs Europeus     |                                  |                   |                   |
| Any               | Lloc                             | Medalla           | Categoria         |
| 2015              | Bakú ( Azerbaidjan) Azerbaidjan  | 3                 | Lliure 48 kg      |
| Campionat Europeu |                                  |                   |                   |
| Any               | Lloc                             | Medalla           | Categoria         |
| 2005              | Varna ( Bulgària) Bulgària       | 2                 | Lliure 48 kg      |
| 2008              | Tampere ( Finlàndia) Finlàndia   | 3                 | Lliure 48 kg      |
| 2010              | Bakú ( Azerbaidjan) Azerbaidjan  | 3                 | Lliure 48 kg      |
| 2011              | Dortmund ( Alemanya) Alemanya    | 3                 | Lliure 48 kg      |
| 2012              | Belgrad ( Sèrbia) Sèrbia         | 1                 | Lliure 51 kg      |